# Starý Valdek
Starý Valdek (německy Alt Waldek) je základní sídelní jednotka, součást obce Opatovec v okrese Svitavy v Pardubickém kraji. Nachází se asi 7 km severozápadně od Svitav. V roce 2011 zde žilo 84 obyvatel v 25 domech.
Prochází tudy silnice III/3532. Protéká tudy Mikulečský potok přes rybník Pařez.
| Rok            | 1869 | 1880 | 1890 | 1900 | 1910 | 1921 | 1930 | 1950 | 1961 | 1970 | 1980 | 1991 | 2001 | 2011 |
| -------------- | ---- | ---- | ---- | ---- | ---- | ---- | ---- | ---- | ---- | ---- | ---- | ---- | ---- | ---- |
| Počet obyvatel | 192  | 176  | 186  | 180  | 185  | 144  | 127  | 91   | 96   | 96   | –    | –    | –    | 84   |
| Počet domů     | 31   | 31   | 30   | 29   | 28   | 29   | 31   | 20   | –    | 21   | –    | –    | –    | 25   |